# Enid Forde
Pour les articles homonymes, voir Forde (homonymie).
Enid Rosamund Ayodele Forde (23 janvier 1932-27 janvier 2010 ) est une géographe sierra-léonaise. Elle est la première femme sierra-léonaise à obtenir un doctorat et, après son retour des États-Unis en Afrique, elle dirige le département de géographie du Fourah Bay College,.

## Vie et carrière
Enid Rosamund Ayodele Forde naît à Freetown, en Sierra Leone, et fréquente l'école primaire de Buxton. Elle termine ensuite ses études à l'école secondaire Annie Walsh Memorial, ce qui l'amène à fréquenter le Fourah Bay College et l'université de Leeds au Royaume-Uni. Elle obtient son doctorat à l'université Northwestern en 1966, avec sa thèse intitulée « The Population of Ghana : A Study of the Spatial Relationships of Its Sociocultural and Economic Characteristics » ,. 
Après avoir terminé son doctorat à Northwestern en 1966, à 34 ans, Forde décide de retourner dans sa Sierra Leone natale pour partager son amour de la géographie et commence à enseigner à son alma mater, l'école secondaire Annie Walsh Memorial. Finalement, elle devient directrice du département de géographie du Fourah Bay College – Université de Sierra Leone (en) et directrice du programme des étudiantes. 
En 1986, Forde contribue au recensement national de la population de la Sierra Leone. Elle contribue également à populariser le programme de planification familiale du pays. 
Elle est connue pour son soutien au Hillside Day Care Centre, créé en 1995 pour s'occuper des orphelins de la guerre civile en Sierra Leone qui a causé la mort de milliers de personnes. Ce centre est devenu une école préparatoire qui accueille plus de 80 enfants, dont beaucoup sont des orphelins de la guerre civile. 
Le frère de Forde, Winston Forde, dédie son livre The Story of Mining in Sierra Leone à sa sœur : 

« I write this book from the perspective of a geographer, and mainly for the benefit of our student minds. It seems appropriate, therefore, to dedicate it to my sister, the late Dr Enid Forde BA MA PhD, Professor in Geography and one of our eminent scholars of the period. »